# Connor Stanhope
Connor Stanhope (Ottawa, 10 marzo 1998) è un attore canadese.
È conosciuto principalmente per il ruolo del giovane Lex Luthor nella serie televisiva Smallville.

## Biografia
Connor è nato ad Ottawa, Ontario. Ha esordito come attore nel 2004 nel cortometraggio Kaufman's Care. Dopo aver lavorato in diversi altri cortometraggi, nel 2010 ha recitato nel suo primo film cinematografico The Shrine. Dal 2008 al 2010 ha recitato nel ruolo del giovane Lex Luthor nella serie televisiva Smallville.
In seguito ha recitato nella serie Quando chiama il cuore e in diversi film televisivi della serie Garage Sale Mystery sostituendo Brendan Meyer nel ruolo di Logan.

## Filmografia

### Attore

#### Cinema
- Kaufman's Care (2004) Cortometraggio
- Crazy Late (2005) Cortometraggio
- Nostalgia Boy (2006) Cortometraggio
- Little Samantha Tripp (2006) Cortometraggio
- The Velveteen Rabbit (2007) Cortometraggio
- Sour Sam (2008) Cortometraggio
- Illusional (2008) Cortometraggio
- Conrad the Wise (2009) Cortometraggio
- The Shrine (2010)
- Daydream Nation (2010)
- Runaway (2011) Cortometraggio
- Recoil - A colpo sicuro (Recoil) (2011)
- Lemons & Lemonade (2011) Cortometraggio
- Jake and Jasper: A Ferret Tale (2011) Cortometraggio
- American Mary (2012)
- Crushed (2012) Cortometraggio
- Floating Away (2015)
- The Hollow Child (2017)

#### Televisione
- Murder on Pleasant Drive (2006) Film televisivo (non accreditato)
- Totally Awesome (2006) Film televisivo (non accreditato)
- Merlin's Apprentice (2006) Miniserie televisiva
- Smallville (Smallville) (2008-2010) Serie televisiva
- Fringe (Fringe), nell'episodio "Solo al mondo" (2011)
- The Range (2011) Serie televisiva
- R.L. Stine's The Haunting Hour, nell'episodio "Night of the Mummy" (2012)
- Quando chiama il cuore (When Calls the Heart), negli episodi "Un nuovo inizio" (2014) e "Le prove del cuore" (2015)[1]
- R.L. Stine: I racconti del brivido - L'armadio delle anime (R.L. Stine's Monsterville: Cabinet of Souls) (2015) Film televisivo
- Garage Sale Mystery: Colpevole fino a prova contraria (Garage Sale Mystery: Guilty Until Proven Innocent) (2016) Film televisivo
- Supernatural (Supernatural), negli episodi "I veri acchiappafantasmi" (2009) e "Il pigolio" (2016)
- Garage Sale Mystery: Come in un giallo (Garage Sale Mystery: The Novel Murders) (2016) Film televisivo
- Dead of Summer, nell'episodio "Townie" (2016)
- Garage Sale Mystery: L'arte del delitto (Garage Sale Mystery: The Art of Murder) (2017) Film televisivo
- Garage Sale Mystery: Omicidio sulla spiaggia (Garage Sale Mystery: The Beach Murder) (2017) Film televisivo
- Garage Sale Mystery: Messaggio di morte (Garage Sale Mystery: Murder by Text) (2017) Film televisivo
- Garage Sale Mystery: Giostra di sangue (Garage Sale Mystery: Murder Most Medieval) (2017) Film televisivo
- Garage Sale Mystery: La voce dell'assassino (Garage Sale Mystery: A Case of Murder) (2017) Film televisivo
- Garage Sale Mystery: I delitti del vaso di Pandora (Garage Sale Mystery: Pandora's Box) (2018) Film televisivo
- Garage Sale Mystery: Maschera di morte (Garage Sale Mystery: The Mask Murder) (2018) Film televisivo
- Garage Sale Mystery: Fotografia di un omicidio (Garage Sale Mysteries: Picture a Murder) (2018) Film televisivo
- Garage Sale Mystery: Omicidio in re minore (Garage Sale Mysteries: Murder In D Minor) (2018) Film televisivo
- Garage Sale Mysteries: Searched & Seized (2019) Film televisivo[2]

### Sceneggiatore
- Illusional (2008) Cortometraggio

### Produttore
- Illusional (2008) Cortometraggio

### Doppiatore
- Vita Bella: The Dogumentary, nell'episodio "Pup-arazzo Playhouse" (2011)
- Snapatoonies, negli episodi "Animal Babies" (2013) e "Baby Animals" (2013)

## Riconoscimenti
| Anno | Premio             | Categoria                                                                                 | Lavoro                 | Risultato       | Note  |
| ---- | ------------------ | ----------------------------------------------------------------------------------------- | ---------------------- | --------------- | ----- |
| 2008 | Young Artist Award | Miglior performance in un cortometraggio – Giovane attore                                 | The Velveteen Rabbit   | Candidato/a     |       |
| 2009 | Young Artist Award | Miglior performance in una serie televisiva – Giovane attore ricorrente                   | Smallville             | Candidato/a     |       |
| 2009 | Young Artist Award | Miglior performance in un cortometraggio – Giovane attore                                 | Illusional             | Candidato/a     |       |
| 2010 | Young Artist Award | Miglior performance in una serie televisiva – Giovane attore ricorrente di 13 anni e meno | Smallville             | Candidato/a     |       |
| 2014 | Joey Awards        | Young Actor Age 12-15 in a TV Series Drama or Comedy Guest Starring or Principal Role     | Quando chiama il cuore | Vincitore/trice |       |
| 2014 | Joey Awards        | Miglior insieme di cast giovanile in una serie drammatica                                 | Quando chiama il cuore | Vincitore/trice | [ 3 ] |
| 2014 | UBCP Award         | Best Newcomer                                                                             | Quando chiama il cuore | Candidato/a     |       |